# Gruszowa
Gruszowa (w latach 1977–1981 Jodłowa) – wieś w Polsce położona w województwie podkarpackim, w powiecie przemyskim, w gminie Fredropol.
Administracyjnie w skład sołectwa Gruszowa wchodzi także wieś Koniusza.
Pierwsza wzmianka o zamieszkaniu tego miejsca pochodzi z 1368. Wspomniany jest w tym miejscu mały folwark.
W latach 1975–1998 miejscowość administracyjnie należała do województwa przemyskiego.